# Novozburievka, Simferopol
Novozburievka (în ucraineană Новозбур'євка) este un sat în comuna Ciîstenke din raionul Simferopol, Republica Autonomă Crimeea, Ucraina.

## Demografie
Componența lingvistică a localității Novozburievka
     Rusă (68,24%)
     Ucraineană (21,03%)
     Tătară crimeeană (10,52%)
     Alte limbi (0,21%)
Conform recensământului din 2001, majoritatea populației localității Novozburievka era vorbitoare de rusă (68,24%), existând în minoritate și vorbitori de ucraineană (21,03%) și tătară crimeeană (10,52%).